# 海盗和市长
海盗和市长（捷克語：Piráti a Starostové）是为2021年立法选举而成立的捷克政党联盟，由捷克海盗党和市長和獨立人士组成。

## 历史
在2020年地区选举之后，反对党开始就潜在的选举联盟进行谈判。人们开始猜测，一个由海盗党、市长和独立人士组成的自由主义集团将由伊万·巴尔托什担任领导人。
市长和独立人士的领导层同意在2020年10月8日开始谈判。海盗党被要求批准任何联盟都需要在成员国进行全民公决。2020年10月20日的一项民意调查显示，51%的海盗党成员反对联盟，43%的人支持联盟。开始联盟谈判的全民公决原定于2020年11月13日至16日举行，后改为2020年11月20日至23日举行。海盗党成员共有858人投票，其中有695人投票赞成开始联盟谈判，投票率为80%。伊万·巴尔托什于2020年11月25日被提名为海盗党选举领导人，并于2020年12月2日得到确认。海盗党还向绿党提供了加入其选举联盟的可能性。伊万·巴尔托什于2020年12月14日被确认为联盟的选举领袖。海盗党成员于2021年1月13日投票批准了联盟。

## 组成
| 名称 | 名称           | 意识形态 | 政治立场       | 领导人        | 众议员   | 参议员  | 欧洲议会议员 |
| ---- | -------------- | -------- | -------------- | ------------- | -------- | ------- | ------------ |
|      | 捷克海盗党     | 海盗政治 | 中间至中间偏左 | 伊万·巴尔托什 | 22 / 200 | 2 / 81  | 3 / 21       |
|      | 市長和獨立人士 | 地方主義 | 中间至中间偏右 | 维特·拉库尚   | 6 / 200  | 19 / 81 | 1 / 21       |